# La quimera
La quimera (en italiano: La chimera) es una película dramática italiana de 2023 escrita y dirigida por Alice Rohrwacher y protagonizada por Josh O'Connor e Isabella Rossellini. La película fue seleccionada para competir por la Palma de Oro en el 76º Festival de Cine de Cannes, donde se estrenó el 26 de mayo de 2023.

## Sinopsis
Durante los años 80, un joven ex-arqueólogo, Arthur, que reside en un pueblo en la pequeña campiña toscana, decide ganarse la vida junto a una banda excavando y expoliando las tumbas etruscas que se hallan en los alrededores para después vender sus tesoros y conseguir dinero. La película fabula con la metáfora de la quimera, algo que todos deseamos hacer, tener, pero que nunca encontramos.
Para la banda de 'tombaroli', los ladrones de antiguas tumbas y de yacimientos arqueológicos, la quimera es soñar con dejar de trabajar y hacerse ricos sin esfuerzo. Para Arthur, la quimera se parece a Benjamina, la mujer a la que perdió. Con tal de encontrarla, Arthur se enfrentará a lo invisible, indagará por todas partes, penetrará en la tierra, decidido a encontrar la puerta que lleva al Más Allá de que hablan los mitos.

## Reparto
- Josh O'Connor como Arthur.[4]
- Isabel Rossellini como Flora.
- Carol Duarte como Italia.
- Alba Rohrwacher como Spartaco.
- Vicente Nemolato como Pirro.
- Lou Roy-Lecollinet como Mélodie.[4]
- Gian Piero Capretto como Mario.[4]
- Ramona Fiorini como Fabriana.[4]
- Giuliano Mantovani como Jerry.[4]
- Melchiorre Pala como Melchiorre.[4]
- Yile Vianello como Beniamina.[4]
- Julia Pandolfo como Colombina.[4]

## Producción
El rodaje comenzó en Lacio en febrero de 2022.
En mayo de 2022, se anunció que Neon adquirió los derechos de distribución de la película en América del Norte.

## Estreno
Tuvo su estreno mundial en el Festival de Cine de Cannes 2023 en mayo de 2023.

## Premios y nominaciones
| Premio                                            | Fecha                       | Categoría              | Nominado       | Resultado | Ref.  |
| ------------------------------------------------- | --------------------------- | ---------------------- | -------------- | --------- | ----- |
| Festival Internacional de Cine de Cannes          | 27 de mayo de 2023          | Palma de Oro           | La quimera     | Nominada  | [ 7 ] |
| Semana Internacional de Cine de Valladolid        | 21 al 28 de octubre de 2023 | Mejor segunda película | La quimera     | Pendiente | [ 8 ] |
| Premios de la Sociedad Internacional de Cinéfilos | 10 de febrero de 2024       | Mejor película         | La quimera     | Pendiente | [ 9 ] |
| Premios de la Sociedad Internacional de Cinéfilos | 10 de febrero de 2024       | Mejor actor            | Josh O’Connor  | Pendiente | [ 9 ] |
| Premios de la Sociedad Internacional de Cinéfilos | 10 de febrero de 2024       | Mejor fotografía       | Hélène Louvart | Pendiente | [ 9 ] |